# 光陆大楼
光陆大楼，位于上海苏州河畔乍浦路桥南堍的黄浦区虎丘路146号。1928年落成，底部曾为光陆大戏院，上层为办公用房和公寓。1994年，入选为第二批上海市优秀历史建筑。

## 历史

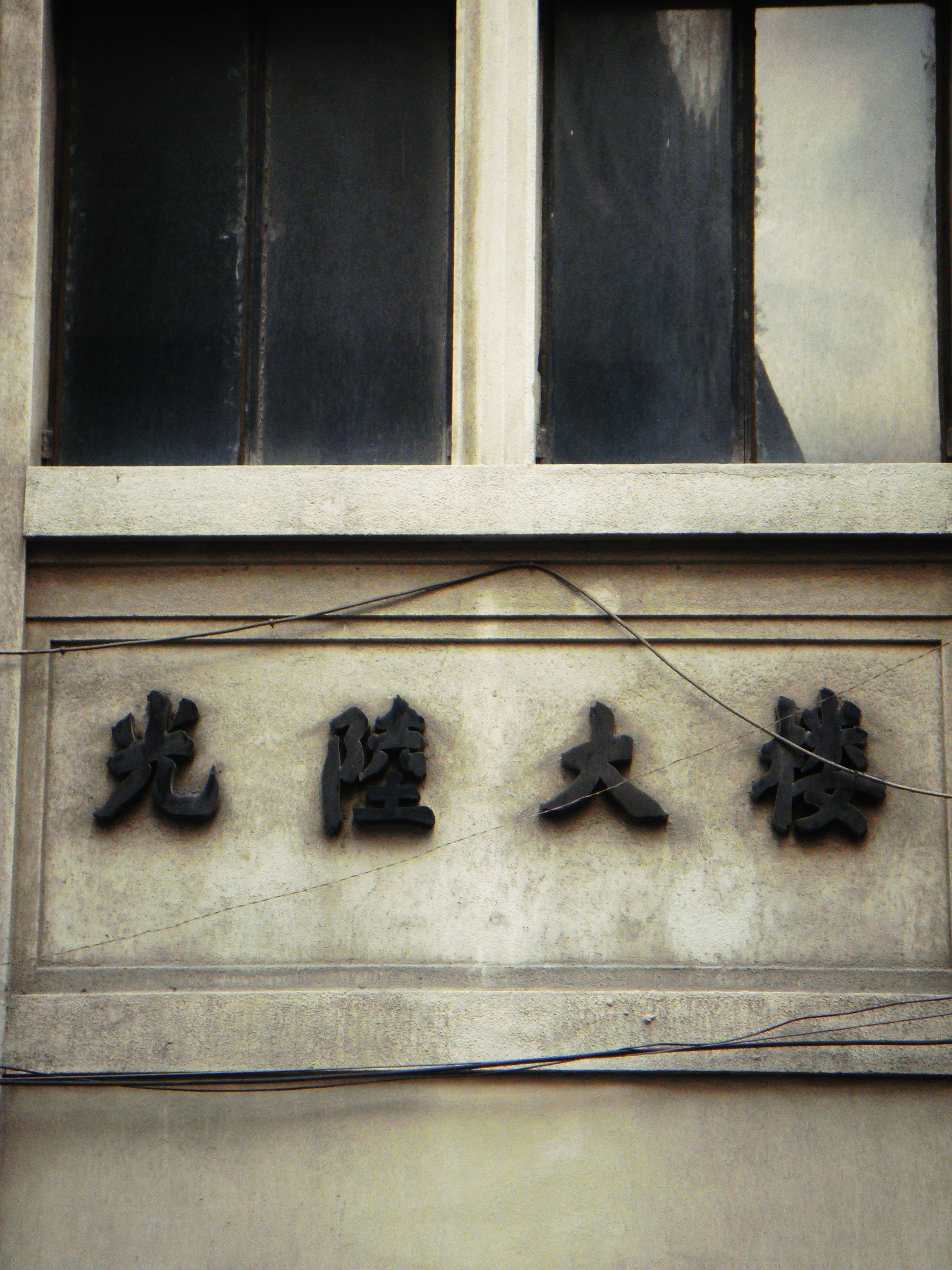
光陆大楼铭牌

光陆大楼所在的虎丘路，初名博物院路，沿街有中国最早的博物馆之一的亚洲文会上海博物院。因此，博物院路是当时上海文化活动的中心。起初，英国侨民组织一个名为“话剧票友”的剧社，经常上演各类欧美话剧。后来，剧社失火，英美侨民决定索性在博物院路上兴建更豪华的现代化剧院。1925年，英商斯文洋行出资，沪上匈牙利籍建筑师鸿达设计的一座集剧院、办公楼、公寓于一身的大楼在博物院路的末端开工兴建。当时这种“巴黎式”的布局安排，在沪上乃至国内都十分少见，同时也成为上海第一座将戏院设置在大楼内的建筑。1928年2月25日，命名为光陆大楼的新厦落成，设置在底层的新剧院也因此名为光陆大戏院。当天，欧洲电影《采蝶浪花》成为光陆大戏院的首映影片。
光陆大戏院自开映以后，播放的影片一般以英美电影为主，同时经常上演一些西方歌舞剧。1929年6月，美商远东游艺公司收购光陆大戏院，同时增添有声放映机，并且和美国派拉蒙影业签订协议，成为派拉蒙电影在沪上的首轮影院。当时，光陆大戏院和大光明、大上海、奥提翁、夏令匹克都是申城的头等影剧院。但光陆的票价一般更贵，一般好莱坞的影片，其他剧院一般为0.6银元，而光陆的价格则在一元。光陆之所以维持着高昂的票价，与它地处英国领事馆附近，周围遍布外资洋行的高级职员宿舍和基督教青年会有关，这些观影者一般欣赏口味和收入都较高。所以，光陆一般放映一些艺术性较高的影片。1933年，光陆为兰心大戏院收购，成为兰心的第二轮影片放映影院。
1941年，太平洋战争爆发，剧院为汪伪政府的中华电影公司强行接收，更名为文化电影院。1945年，驻沪美军俱乐部设置于此。1953年，剧院更名为曙光剧场，后逐渐成为专映新闻纪录片的电影院。目前，光陆大楼属于外滩源的一个部分，正在进行重新装修和功能调整。

## 建筑
光陆大楼，由匈牙利籍建筑师鸿达设计，占地面积923平方米，建筑总面积7129平方米。大楼主要部分高8层，部分区域高6层。为钢筋混凝土结构，平面为扇形，顶部设有一座塔楼，建筑整体为装饰艺术风格。光陆大戏院占据底部的两层，共有730个坐席，两侧设有包厢。